# Afiliacja
Afiliacja (łac. affilatio – „usynowienie”, „włączenie do rodziny”) – zachowanie polegające na nawiązaniu i podtrzymaniu pozytywnych kontaktów i współpracy przez jednostkę lub grupę, organizację z innymi grupami i organizacjami.

## Afiliacja w politologii
W politologicznym ujęciu afiliacja to nawiązanie względnie trwałej współpracy (kooperacji pozytywnej) pomiędzy zbiorowymi podmiotami dysponującymi zazwyczaj odmiennym i nierównorzędnym potencjałem politycznym. Współpraca obejmuje realizację celów o podobnym bądź identycznym charakterze, przy jednoczesnej samodzielności i niezależności organizacyjno-programowej podmiotów w osiąganiu pozostałych celów.
Najczęściej afiliacja występuje w trzech relacjach:
- partii politycznych i związków zawodowych (np. w Anglii, Labour Party i związki zawodowe), gdy strony zobowiązują się do prowadzenia wspólnych działań w postaci konsultowania ważnych kwestii publicznych, forsowania określonych projektów aktów prawnych, udzielania poparcia wyborczego, rezygnacji ze strajków itd.,
- partii politycznych i organizacji młodzieżowych (tzw. „przybudówek”), przynajmniej częściowo zintegrowanych ideologicznie, programowo i personalnie,
- rozmaitych podmiotów polityki, współtworzących międzynarodowe, krajowe lub regionalne ruchy społeczno-polityczne (fronty, organizacje), których celem jest zwalczanie, obrona lub wprowadzenie do życia publicznego pewnych wartości i mechanizmów politycznych, socjalnych, ekonomicznych, religijnych itd. Ruchami afiliującymi rozmaite podmioty były m.in.: Front Ludowy zawiązany w celu obrony ładu demokratycznego przed faszyzmem; Front Narodowy łączący podczas II wojny światowej przeciwników faszystowskich Niemiec, wywodzących się z różnych obozów ideowo-politycznych; Front Jedności Narodowej w Chile; Front Jedności Narodu; Patriotyczny Ruch Odrodzenia Narodowego w Polsce.

## Afiliacja w psychologii
Z punktu widzenia psychologii afiliacja jest jedną z podstawowych potrzeb psychicznych człowieka, wyrażającą się w dążeniu do bycia razem z innymi ludźmi, przyłączenia się do osób i grup społecznych oraz poszukiwania ich akceptacji; jej zasadniczym źródłem jest potrzeba bezpieczeństwa. Ważnym też źródłem jej kształtowania się są standardy społeczne, wyznaczające jednostce, jak i grupom społecznym wzorce zachowań, a w tym zwłaszcza dotyczące bezpieczeństwa.

## Afiliacja w marketingu
Jednym z rodzajów marketingu efektywnościowego jest marketing afiliacyjny, który polega na nawiązaniu dobrowolnej współpracy reklamodawców z wydawcami w celu osiągania wymiernych korzyści wszystkich zaangażowanych stron. Reklamodawcami w afiliacji są sklepy internetowe, które chcą zwiększyć sprzedaż. Wydawca poleca produkty ze sklepu reklamodawcy w zamian za prowizję od sprzedaży, do której doszło z jego polecenia. Wydawcami mogą być: 
- blogerzy,
- youtuberzy,
- użytkownicy mediów społecznościowych,

- influencerzy,
- serwisy tematyczne,
- serwisy rabatowe,
- porównywarki cenowe,
- wyszukiwarki produktów,
- właściciele baz mailingowych,
- specjaliści SEO i marketerzy.

Marketing afiliacyjny to współpraca, w której wydawcy otrzymują prowizję od sprzedaży lub innej akcji, które generują dla sprzedawcy. Wydawca zamieszcza link afiliacyjny do sklepu internetowego reklamodawcy w swoim serwisie, wpisie czy w mediach społecznościowych. Jeśli użytkownik internetu kliknie link afiliacyjny i dokona zakupu, to sprzedawca podzieli się zyskiem ze sprzedaży z tym wydawcą. Link afiliacyjny zawiera w sobie unikalne ID wydawcy, dzięki czemu wiadomo, który wydawca doprowadził do transakcji w sklepie internetowym reklamodawcy.